# 劉元公
刘元公（？—318年），十六国汉國皇太子。汉隐帝刘粲与靳皇后的儿子，318年七月二十甲子，劉粲立皇子劉元公为太子。八月，执政的靳准杀死了刘粲。刘元公、靳皇后以及刘氏一族全部被杀。后来，刘曜杀死靳准，称皇帝，改国号前赵。